# Alamis umbrinella
Alamis umbrinella är en fjärilsart som beskrevs av Embrik Strand 1917. Alamis umbrinella ingår i släktet Alamis och familjen nattflyn. Inga underarter finns listade i Catalogue of Life.